# KR Motors
KR Motors é uma companhia motociclística sul-coreana, sediada em Gyeongsangnam-do. Ela é subsidiaria do grupo Hyosung. 

## História
A companhia começou suas operações em 1978 como Hyosung Motors & Machinery Inc..

## Modelos

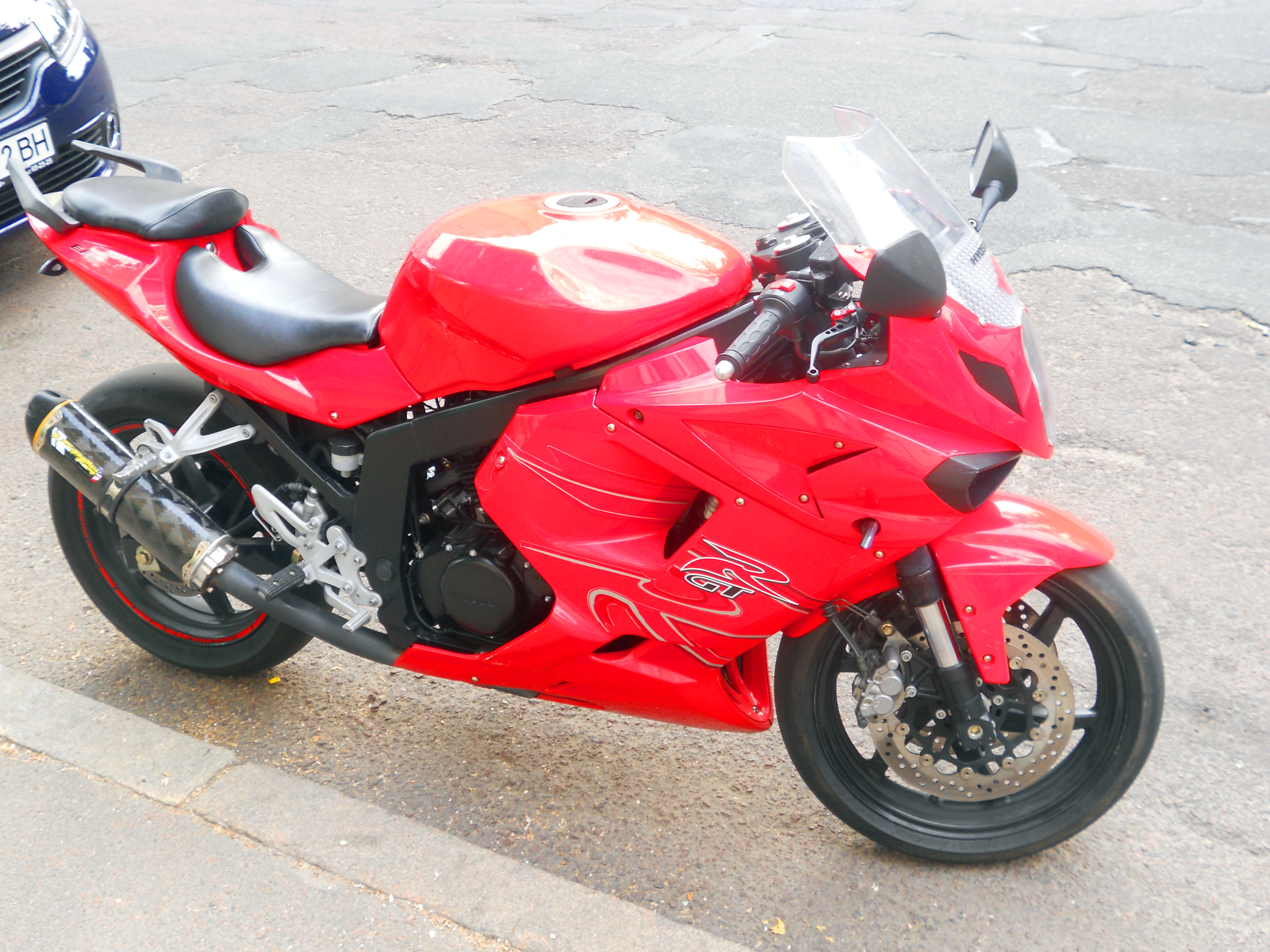
Hyosung GTR 250 in Ukraine

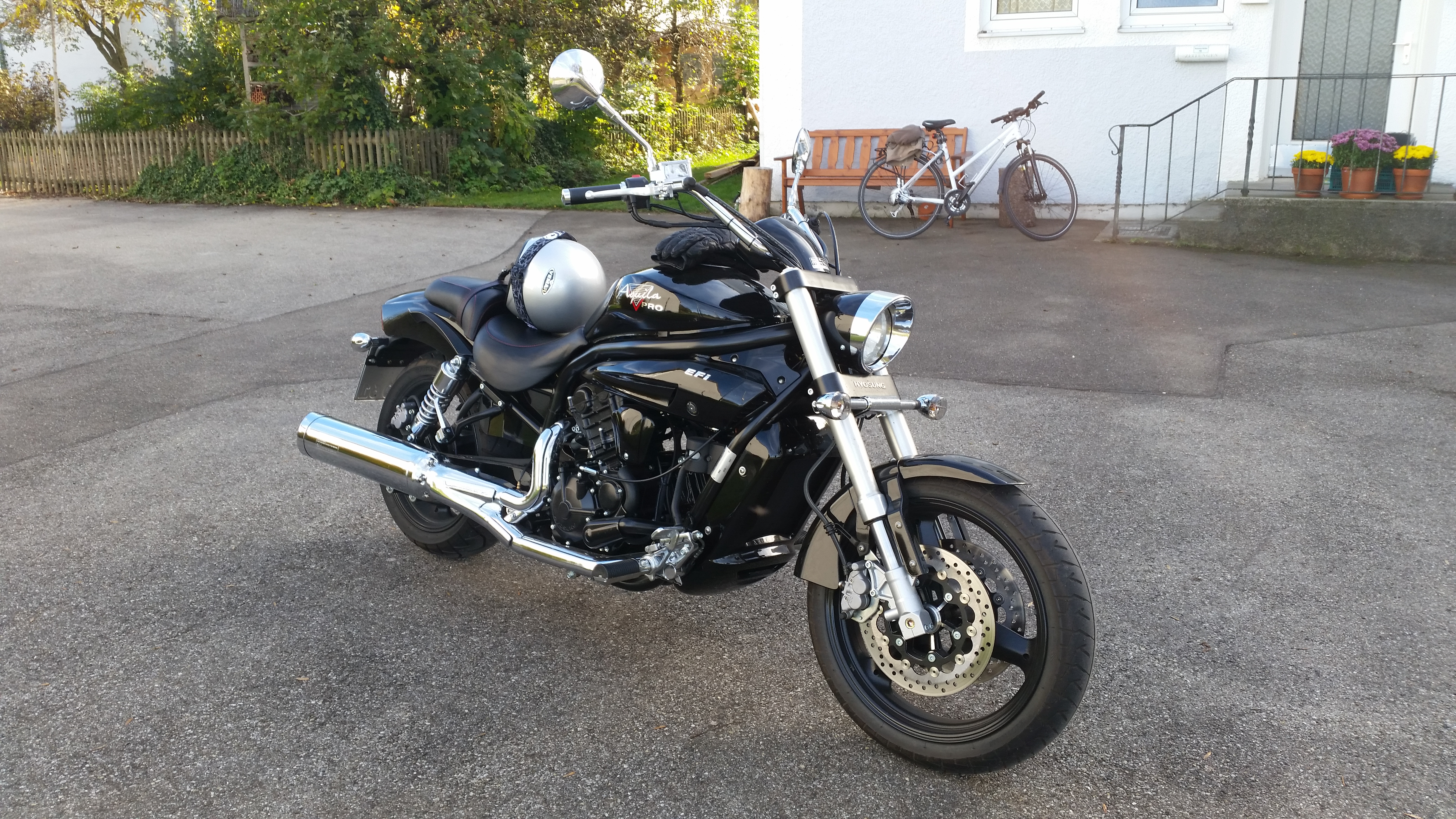
Hyosung GV 650i Aquila

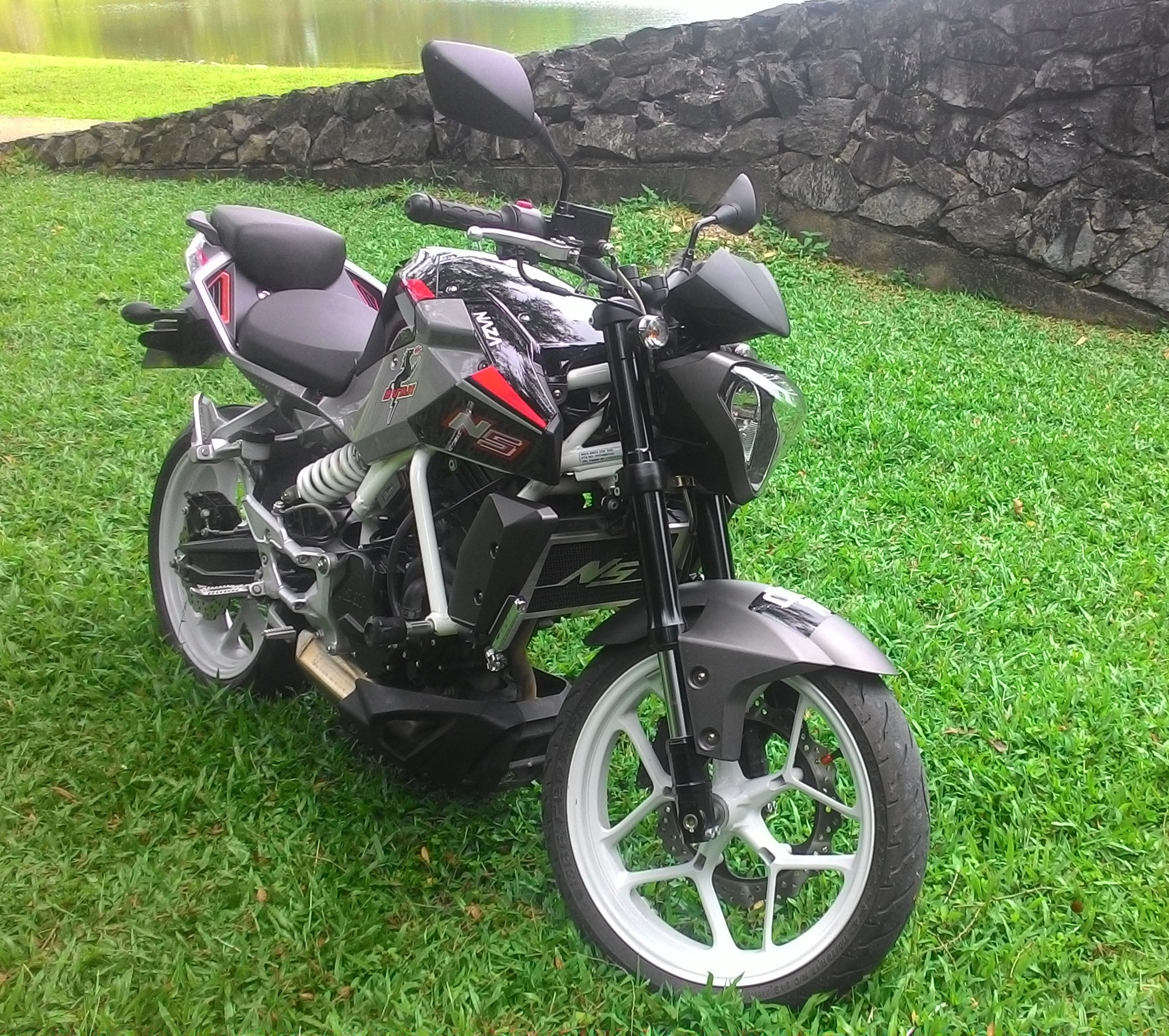
Hyosung GD250N EXIV aka Naza N5

Esportivas "Comet"
- GT650
- GT250R
- GD250R / Naza N5R
- GT125R

Standards - "Comet"
- GT650
- GT250
- GT125
- GD250N Exiv / Naza N5

Cruisers
- ST7
- GV650 - "Mirage/Aquila"
- GV250 - "Mirage/Aquila"
- GV125C

"Work" motos
- KR110

Scooters
- Exceed
- Megajet
- Rapid
- SF50 "Prima"
- SF50R "Rally"/"Rally50"
- SF100 "Rally100"
- SD50 "Sense"
- MS3 125/250
- Grand Prix 125 4T
- Supercap

Off-road bikes
- RX125
- Troy

ATVs
- TE50 "WOW50"
- TE100 "WOW100"
- LT160
- TE450